# Procleomenes philippinensis
Procleomenes philippinensis là một loài bọ cánh cứng trong họ Cerambycidae.